# Václav Neumann
Václav Neumann (29. září 1920 Praha – 2. září 1995 Vídeň) byl český dirigent a violista. Jeho doménou byla hudba 20. století. Známým se stal interpretací symfonického díla Bohuslava Martinů a snahou prosadit i za totalitního režimu provádění děl Miloslava Kabeláče. Nahrál kompletní symfonické dílo Gustava Mahlera. K zahraničním vystoupením byl zván především jako expert na českou hudbu, vídeňské nastudování Rusalky či k inscenacím Prodané nevěsty. V letech 1968–1990 byl šéfdirigentem České filharmonie a po odchodu byl jmenován čestným šéfem.

## Životopis

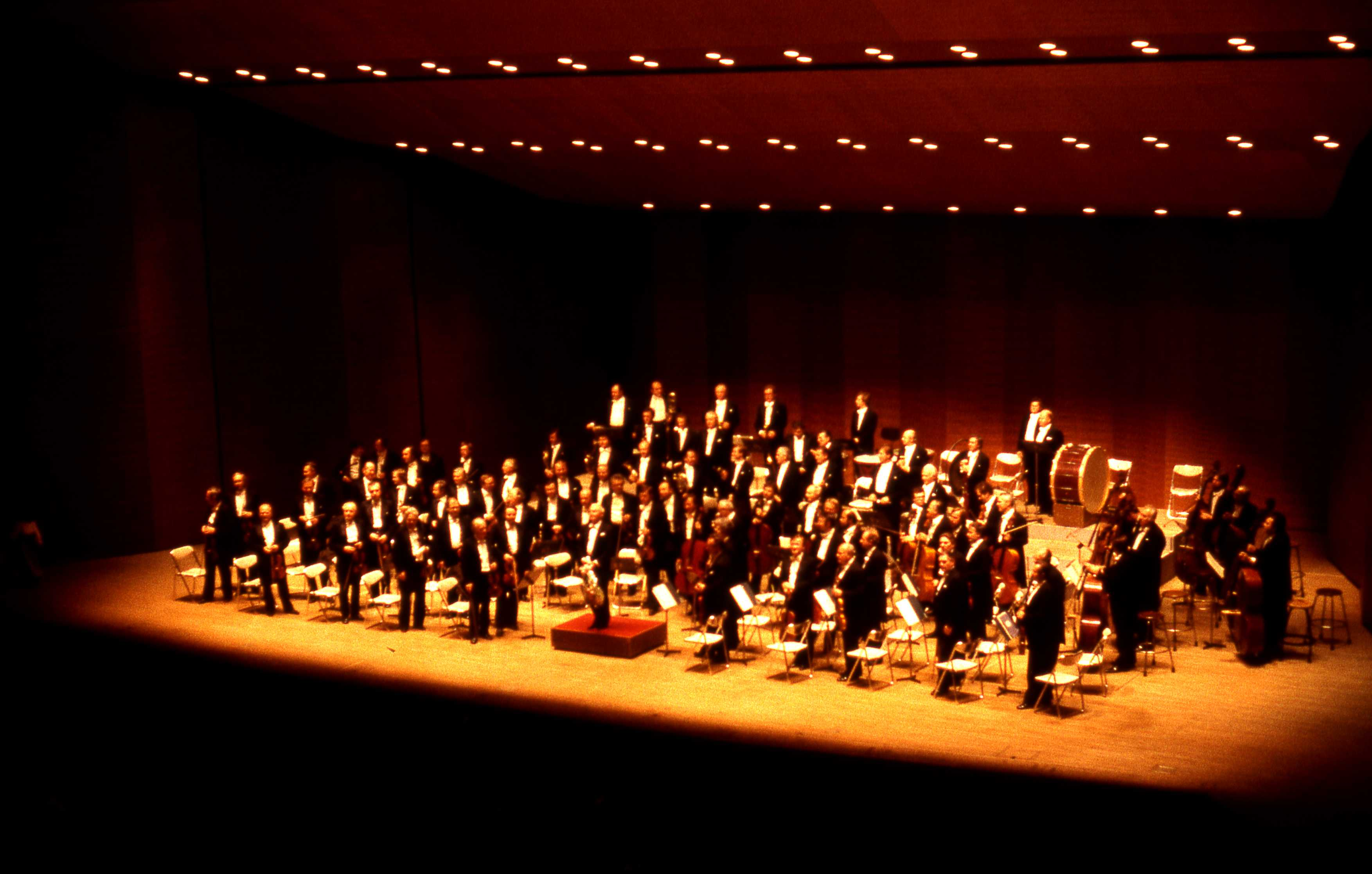
Česká filharmonie pod vedením Václava Neumanna v Kóbe, 1982

Po maturitě na smíchovském Vančurově reálném gymnáziu studoval soukromě i na konzervatoři (absolvoval 1944) houslovou hru, vedle toho též dirigování. Od roku 1945 byl členem České filharmonie jako violista. Patřil k zakládajícím členům Smetanova kvarteta, nejprve jako primárius, později jako violista. Jako dirigent příležitostně vystupoval s rozhlasovým orchestrem a 7. března 1948 zaskočil za Rafaela Kubelíka v České filharmonii. Po Kubelíkově emigraci v červenci 1948 sdílel ve dvouletém období jako dirigent vedení České filharmonie s druhým dirigentem Karlem Šejnou. Pod jeho taktovkou odehrálo těleso zahajovací koncert Pražského jara 1949.
V letech 1951–1954 byl uměleckým ředitelem Karlovarského symfonického orchestru, pak brněnského a 1956–1963 pražského symfonického orchestru FOK. Současně od roku 1955] hostoval v berlínské Komické opeře, kde získal jako spolupracovník renomovaného německého operního režiséra Waltera Felsensteina mezinárodní ocenění. (Jím dirigovaná Janáčkova Liška Bystrouška se ve Felsensteinově úpravě dočkala neobvyklého počtu repríz, úspěšného hostování v Paříži aj.) Jeho stoupající kredit v zemích německého jazyka vedl v roce 1964 k Neumannovu jmenování uměleckým ředitelem lipského Gewandhausorchestru. Tuto vysoce prestižní funkci Neumann složil po srpnu 1968 a vrátil se do Prahy, kde emigrace Karla Ančerla uvolnila místo šéfa České filharmonie.

### Metropolitní opera
Václav Neumann hostoval v sezóně 1985–1986 na scéně Metropolitní opery v New Yorku, kde dirigoval Janáčkovu operu Jenúfa (Její pastorkyňa).

## Výběr nahrávek
- Bedřich Smetana: Má vlast, Česká filharmonie, Dvořákova síň Rudolfina, Praha 1975
- Wolfgang Amadeus Mozart: Piano concerto no.24 in C minor K491, Rondo in D major K382, Pavel Štěpán, Česká filharmonie – vyznamenáno cenou Wiener Flötenuhr za nejlepší mozartovskou nahrávku
- Bohuslav Martinů: Symfonie č.1–6, Česká filharmonie
- Gustav Mahler: Symfonie č.1–10, Česká filharmonie
- Antonín Dvořák: Symfonie č.1–9, Česká filharmonie, Te Deum, soprán Gabriela Beňačková-Čápová, baryton Jaroslav Souček, Pražský filharmonický sbor, Česká filharmonie
- Leoš Janáček: Sinfonietta, Taras Bulba, Česká filharmonie
- Bohuslav Martinů: Opera Suites and Excerpts: Orchestrální suita (Julietta), Orchestrální suita (Divadlo za bránou), Little Suite (Veselohra na mostě), Le Départ - symfonická mezihra (Tři přání), Saltarello (Mirandolina), společná nahrávka – Státní filharmonie Brno, Česká filharmonie, dirigenti Václav Neumann a František Jílek

## Ocenění
- 1977: Národní umělec
- 1991: Řád Tomáše Garrigua Masaryka 3. třídy